# Sabotage (canção de Beastie Boys)
"Sabotage" é uma canção de 1994 do grupo americano de rap rock Beastie Boys, lançada como o primeiro single de seu quarto álbum de estúdio, denominado Ill Communication.
A música apresenta instrumentação de rock tradicional (Ad-Rock na guitarra, MCA no baixo e Mike D na bateria), scratches de turntables, riffs de baixo fortemente distorcidos e vocais de Ad-Rock. Sucesso comercial razoável, a música também se destacou por seu vídeo, dirigido por Spike Jonze e indicado em cinco categorias no MTV Music Video Awards de 1994.
Em 2004, a revista Rolling Stone classificou "Sabotage" em 480º lugar em sua lista das 500 melhores canções de todos os tempos. Em março de 2005, a revista Q a colocou em 46º lugar em sua lista das 100 melhores faixas de guitarra, e ficou em 19º lugar na lista das 100 maiores canções dos anos 90 da VH1. A Pitchfork Media incluiu a canção em 39º lugar em sua lista das 200 faixas mais populares dos anos 90.

## Composição
A canção foi concebida pela primeira vez quando MCA tocou a linha de baixo característica um dia no estúdio e imediatamente chamou a atenção da banda. Tanto Ad-Rock quanto Mike D pegaram seus respectivos instrumentos e começaram a construir as devidas partes. A linha de baixo que começa a música é quase idêntica à abertura de Let There Be More Light, do álbum A Saucerful of Secrets da legendária banda Pink Floyd, mas é fortemente distorcida e a banda traz um novo sentido; neste sentido, é a linha de baixo Sabotage que se tornou icônica. De acordo com Ad-Rock no documentário Beastie Boys Story de 2020, a letra é um discurso fictício sobre como seu produtor Caldato Jr. "foi a pior pessoa de todos os tempos e como ele estava sempre nos sabotando e nos impedindo".

## Recepção
Larry Flick, da Billboard, escreveu: "Potente, agressivo e provavelmente causará atos de vandalismo sem sentido de aspirantes a adolescentes, mas mostra a devoção do Beasties ao punk e ao rap da velha guarda - principalmente o primeiro dos dois. Tudo isso e um belo pacote compacto de três minutos, perfeito para tocar no rádio, com alguns caminhos de rock moderno já embarcando."

## Videoclipe
O videoclipe da música, dirigido por Spike Jonze e tocado intensamente na MTV, é uma homenagem e uma paródia de programas de drama policial dos anos 1970, como Hawaii Five-O, San Francisco Urgente, SWAT, Baretta e Starsky & Hutch - Justiça em Dobro. O vídeo é apresentado como créditos de abertura de um programa policial fictício no estilo dos anos 1970 chamado Sabotage, com os membros da banda aparecendo como protagonistas do programa. Cada membro da banda é apresentado como um ator fictício, e os nomes dos personagens também são fornecidos.
Os personagens que aparecem no programa são (em ordem de créditos):
- Sir Stewart Wallace estrelando como ele mesmo (interpretado pelo MCA)
- Nathan Wind como Cochese (também interpretado pelo MCA)
- Vic Colfari como Bobby, "The Rookie" (interpretado pelo Ad-Rock)
- Alasondro Alegré como "The Chief" (interpretado pelo Mike D)
- Fred Kelly como Bunny (interpretado por DJ Hurricane)

O The Beastie Boys Video Anthology apresentou uma entrevista simulada do "elenco" de Sabotage conduzida pela então esposa de Jonze, Sofia Coppola. Além disso, no comentário do DVD para o filme Trainspotting de 1996, Danny Boyle credita os créditos de abertura do filme aos usados em "Sabotagem".
A atriz Amy Poehler analisou o videoclipe no Beastie Boys Book de 2018 dizendo que "não haveria Anchorman, Wes Anderson, Lonely Island e nenhum canal chamado Adult Swim se este vídeo não existisse".

### Censura
Algumas cenas tiveram que ser removidas quando o vídeo foi exibido na MTV. Estas incluiriam uma sequência de luta de faca, uma cena em que um homem é atirado para fora de um carro na rua e outra em que outro homem é atirado de uma ponte e é mostrado violentamente atingindo o solo (embora seja claramente visível que os corpos jogados são manequins de dublê).

### MTV Video Music Awards de 1994
O vídeo de "Sabotage" foi nomeado para Vídeo do Ano, Melhor Vídeo de Grupo, Vídeo de Revelação, Melhor Direção em um Vídeo e Escolha da Audiência no MTV Video Music Awards de 1994. No entanto, perdeu todas as cinco categorias em que foi indicado, sendo Vídeo do Ano, Melhor Vídeo de Grupo e Escolha da Audiência para "Cryin '" do Aerosmith, e Vídeo Revelação e Melhor Direção em Vídeo para "Everybody Hurts" do REM.
Durante o discurso do vocalista do REM Michael Stipe para o prêmio de Melhor Direção, o membro dos Beastie Boys, MCA, correu ao palco em seu disfarce de "Nathaniel Hornblower", interrompendo Stipe para protestar contra a não pontuação de "Sabotage" em nenhuma das categorias em que foi nomeado.
No MTV Video Music Awards de 2009, o vídeo "Sabotage" ganhou o melhor vídeo na nova categoria de "Melhor Vídeo (Que Deveria Ter Ganhado um Moonman)".

## Na cultura popular
- A banda Phish fez um cover de Sabotage em seus shows de 1998 no Hampton Coliseum, e ela aparece no álbum ao vivo desses shows, Hampton Comes Alive.
- Durante o especial de 25 anos de Saturday Night Live em 1999, a banda tocou os primeiros quinze segundos da canção antes de sua apresentação ser 'sabotada' por Elvis Costello, que em 1977 tinha feito o mesmo com uma de suas próprias canções no show; os Beastie Boys o acompanharam em "Radio, Radio", a música tocada durante o incidente original.[10]
- No episódio Futurama de 1999, "Hell Is Other Robots", os Beastie Boys executaram várias canções, incluindo uma versão acappella da canção.
- A música foi apresentada no XPW de 2001, onde a facção de Rob Black estava interpretando a música
- A música está incluída na lista de faixas dos games Guitar Hero III: Legends of Rock e Rock Band.
- A música é ouvida no início do filme Star Trek de 2009, de J. J. Abrams, tocada no som de um carro pilotado por um adolescente James T. Kirk. Este é um dos poucos usos de música licenciada em uma produção de Star Trek. A música também desempenha um papel crucial na trama da sequência de 2016, Star Trek: Sem Fronteiras, na qual é usada por Kirk e seus oficiais para interromper um ataque alienígena a uma base estelar da Federação.[11]
- A música foi tocada pela banda de hardcore punk Cancer Bats para seu álbum de 2010, Bears, Mayors, Scraps & Bones.
- A música foi apresentada no filme Horrible Bosses de 2011.
- A música está incluída na trilha sonora oficial do filme de 2012, Guerra é Guerra.
- Em 2013, a música foi muito tocada e usada na trilha sonora de um episódio de How I Met Your Mother.[12]
- Banda finlandesa Steve 'N' Seagulls realizou uma versão da canção em novembro de 2015 para The A.V. Club, na série AV Undercover.[13]
- A música é tocada durante a cena de perseguição do Bronco em The People v. OJ Simpson: American Crime Story.[14]
- A série animada de comédia de TV Family Guy usou "Sabotage" no episódio de 2016 "As Novas Aventuras do Velho Tom" para o vídeo de skate de Peter e Tom Tucker.
- A música é apresentada no trailer de ação ao vivo "New Heroes Will Rise"[15] para o videogame Destiny 2, de 2017.
- Bubs é mostrado vestido como Nathan Wind como Cochese no especial de Halloween do Homestar Runner 2014, "I Killed Pom Pom".
- A música é apresentada no trailer oficial do projeto da Illumination, Minions 2: A Origem de Gru.

## Desempenho nas paradas
| Paradas (1994)                                                    | Melhor Colocação |
| ----------------------------------------------------------------- | ---------------- |
| Austrália (ARIA)                                                  | 94               |
| Canadá Singles (RPM)                                              | 38               |
| Holanda (Top 100 individual)                                      | 35               |
| UK Singles (Official Charts Company)                              | 19               |
| "Borbulhando sob os 100 melhores singles", da Billboard americana | 15               |
| "Alternative Songs", da Billboard americana                       | 18               |